# National Catholic Welfare Council
Le National Catholic Welfare Council (NCWC), conseil catholique national d'aide sociale, est une organisation de la hiérarchie catholique américaine qui se réunissait une fois par an et avait un secrétariat permanent; elle a été établie en 1919 pour succéder à une organisation de traitement des situations d'urgences appelée le National Catholic War Council.
Il était formé de membres du clergé et de commissions d'évêques qui discutaient et parfois émettaient des déclarations sur des sujets de politique nationale, comme l'éducation, la sécurité sociale et le système de soins.

## Histoire

### National Catholic War Council
voir les notes,,,
La hiérarchie catholique américaine décide de se réunir collectivement en 1917 pour la première fois depuis 1884 afin de répondre aux défis posés par la Première Guerre mondiale. Deux mois après l'entrée en guerre des États-Unis en juin, le père pauliste et journaliste au Catholic World John J. Burke, le professeur de sociologie à l'université catholique d'Amérique William Kerby, le père pauliste Lewis O'Hern, et l'ancien ministre du Travail Charles O'Neill, se réunissent à Washington pour formuler une réponse catholique à la guerre.
Le R.P. Burke consulte comme rapporteur le cardinal Gibbons de Baltimore qui donne son accord en août à la réunion de la hiérarchie. Des représentants de soixante-huit diocèses et vingt-sept sociétés catholiques se réunissent à l'Université catholique d'Amérique pour former le National Catholic War Council, « afin d'étudier, de coordonner, d'unifier et de mettre en activité les ressources catholiques dans l'aide de guerre. » Un comité exécutif présidé par le cardinal Mundelein de Chicago est formé en décembre 1917 pour superviser les travaux du conseil.

### Formation
Après la Première Guerre mondiale, le R.P. Burke et le cardinal Gibbons mènent une campagne pour poser les bases d'une conférence épiscopale permanente. Le problème de la prohibition et la menace de la fédéralisation de l'éducation nécessitent une réponse catholique unie que seule une conférence épiscopale pouvait fournir. C'est ainsi que le 24 septembre 1919, quatre-vingt-quinze prélats de quatre-vingt-sept des cent un diocèses du pays se réunissent à l'Université catholique d'Amérique, avec pour résultat la formation du National Catholic Welfare Council.
Mgr Hanna de San Francisco est élu premier président; charge qu'il occupe jusqu'à sa retraite en 1935. Il est responsable en tant que président de la coordination des évêques américains dans leur politique de lobbying face à la politique intérieure et étrangère du gouvernement américain.
Le conseil crée cinq départements: Éducation, Législation, Action sociale, Organisations laïques, et Presse et Publicité, chacun dirigé par un évêque. John Burke est nommé secrétaire général et Mgr Hanna est élu pour présider la commission administrative dont la tâche est la suivante: « Le département exécutif doit traiter directement avec le gouvernement des États-Unis et ses nombreux ministères et départements sur les sujets qui affectent les intérêts des catholiques. »

### Bureau de l'Immigration du NCWC
En 1920, le National Catholic Welfare Council forme un Bureau  de l'Immigration afin d'aider les immigrés dans leur installation aux États-Unis. Le Bureau lance un programme d'aide à l'arrivée au port pour les navires arrivant dans le pays qui aide les immigrés dans les formalités d'accueil et leur octroie des prêts. Les évêques, les prêtres et laïcs de la National Catholic Welfare Conference (NCWC) deviennent fort critiques des conditions d'accueil des immigrés organisées par le gouvernement américain.

### Menace de suppression
Le pape Benoît XV meurt le 22 janvier 1922. Le cardinal O'Connell et le cardinal Dougherty arrivent à Rome le 6 février suivant pour apprendre qu'entre-temps un nouveau pape (Pie XI) a été élu une demi-heure plus tôt et qu'on ne les a pas attendus. Lorsque le cardinal Dougherty quitte Rome, il a en main un décret de la Congrégation consistoriale signé de la main du cardinal de Lai (ami par ailleurs du cardinal O'Connell), daté du 25 février et ordonnant la fin du NCWC.
En réponse, les membres du comité administratif du NCWC lancent immédiatement une pétition adressée au nouveau pape Pie XI afin de retarder la publication du décret, jusqu'à ce qu'ils puissent être représentés à Rome. Avec la permission du Secrétaire d'État, le cardinal Gasparri, ils envoient en délégation Mgr Joseph Schrembs de Cleveland afin de s'occuper personnellement de l'affaire à Rome. Ensuite les évêques envoient des circulaires aux « trustees » de l'Université catholique d'Amérique, puis à toute la hiérarchie américaine, afin de soutenir une pétition pour sauver l'existence du NCWC.
Mgr Louis Walsh de Portland, membre du bureau administratif, considère que l'action de la Congrégation consistoriale est « un coup monté en sous-main par Boston, aidé de Philadelphie, qui tous les deux se sont rendu compte à notre dernière réunion qu'ils ne pouvaient plus avoir la haute main sur les évêques de ce pays et qu'ils se sont assurés auprès des deux personnes de pouvoir à la Congrégation consistoriale, le cardinal de Lai et le cardinal del Val (sic), de faire en sorte que tout soit fait pour empêcher toute action commune. » Mgr Walsh espérait ainsi obtenir le soutien de Mgr Curley de Baltimore et de Mgr Hayes de New York afin de court-circuiter cet ordre de suppression.
Comme le cardinal O'Connell l'affirma au cardinal de Lai, il considérait cette campagne de pétition auprès des évêques américains, comme un « plébiscite » destiné à « annuler la force du décret. Cette manœuvre coutumière démontre encore de façon évidente la sagesse de ce décret. Aujourd'hui nous sommes en plein Démocratie, Presbytérianisme et Congrégationalisme. »

Et maintenant, il semble clair de plus en plus que ce N.C.W.C. non seulement tend à affaiblir peu à peu l'autorité et la dignité épiscopale, mais aussi souhaite mettre en œuvre la même tactique contre la Consistoriale. C'est incroyable que Rome ne voie pas le danger qui consiste à faire aujourd'hui des concessions afin d'en faire encore plus demain.

La délégation américaine apprend à Rome que la Congrégation consistoriale est encline à accepter les attaques du cardinal O'Connell et du cardinal Dougherty contre le NCWC à cause de la crainte de voir resurgir la plaie de l'américanisme et de leur inquiétude à propos des conséquences d'une grande réunion annuelle d'évêques. Ce décret de la Congrégation consistoriale reflète aussi surtout la tension entre le cardinal Gasparri, qui soutenait les Américains, et les cardinaux qui voulaient un retour à la politique de saint Pie X.  Finalement la délégation américaine remporte la mise. Le 4 juillet 1922, la Congrégation consistoriale publie une nouvelle instruction: le NCWC pourrait continuer d'exister, mais la congrégation recommande, entre autres choses, que les réunions des évêques se tiennent moins souvent qu'une fois par an, et que l'assistance puisse être volontaire, et que les décisions prises à l'issue des réunions ne soient contraignantes en aucune manière, comme elles le sont d'un concile plénier et que le nom de « conseil » (Council) soit changé en quelque chose comme commission ou comité.

### Conférence du National Catholic Welfare
Afin de se plier aux instructions de la Congrégation consistoriale, le bureau administratif du NCWC vote le changement de nom de conseil (Council) en « conférence ». La conférence du National Catholic Welfare est donc entérinée avec un bureau (ou commission) administratif, un secrétariat exécutif et ses départements et les réunions annuelles de la hiérarchie.
À cause des natures disparates de ces trois entités, il existe une ambiguïté quant au rôle de l'organisation. D'une certaine façon, elle n'a qu'un rôle consultatif vis-à-vis de chacun des évêques envers Rome; mais d'une autre façon elle est perçue grosso modo par le gouvernement et par le public comme la voix officielle des évêques américains. Il en résulte souvent que cela devienne une source de confusion à l'intérieur de la société américaine et au sein de la hiérarchie de l'Église américaine, notamment en ce qui concerne la fonction de cette organisation et son statut officiel.

## Organisation

### Comité administratif
Le comité administratif est organisé en cinq départements:
- Le Département de l'Éducation qui sauvegarde les intérêts de l'enseignement et de l'éducation catholique
- Le Département de la Presse, de la Publicité, et de la Littérature qui est chargé des nouveaux services et des nouvelles questions au sein des publications du N.C.W.C. (84 hebdomadaires et 3 quotidiens)
- Le Département de l'Action sociale qui s'occupe des relations avec les entreprises industrielles, de l'éducation civique, de la sécurité sociale et de la vie paysanne
- Le Département des Lois et de la Législation qui protège les intérêts des catholiques vis-à-vis de l'État et de la nation
- Le Département des Organisations laïques qui a pour vocation d'organiser et structurer les catholiques par divers regroupements de défense de leur spécificités

## Statut futur
la conférence du National Catholic Welfare se scinde par la suite entre la National Conference of Catholic Bishops (NCCB) et la United States Catholic Conference (USCC). Ces deux entités se sont unies en 2001 pour former la United States Conference of Catholic Bishops (USCCB), en français la Conférence des évêques catholiques des États-Unis.